# Publi Quintili Var (cònsol 13 aC)
Publi Quintili Var (en llatí Publius Quintilius Varus) va ser un magistrat romà. Era cònsol l'any 13 aC amb Tiberi Claudi Neró, que seria declarat emperador Tiberi el 14. L'any 6 aC i fins al 4 aC va governar Síria, govern que va repetir l'any 2 aC fins a l'any següent i no va sortir de la província en el període entre els dos governs. Vel·lei Patercle fou molt expressiu quan digué: "l'home pobre va entrar al país ric; l'home ric va sortir del país pobre".
Va tornar a Roma i l'any 7 fou nomenat governador de Germània, que Drus havia conquerit fins al Visurgis (Weser). El país fou convertit en la província Germània Magna, i August volia establir el govern regular romà, però l'elecció del governador no fou afortunada. Var no era gaire intel·ligent i preferia la vida tranquil·la; no tenia ni energia ni habilitat per la feina.
Var va arribar al país, va creuar el Rin i va començar a recaptar impostos i a introduir les lleis romanes; els germànics no estaven sotmesos definitivament i van trobar un líder en Armini, el cap dels queruscs, que havia servit a l'exèrcit romà i havia obtingut la ciutadania i el rang eqüestre; la rebel·lió que es va preparar va afectar la part central de Germània; s'ajuntaren als queruscs els marsis, els cats, i els brúcters.
L'estiu de l'any 9 Var havia entrat al país i era prop del Visurgis a la riba occidental del qual va fixar el seu quarter, probablement allí on al gran riu s'unia amb el Werra; allí va celebrar corts de justícia; segons les ordres d'Armini els caps i nobles germans van fingir lleialtat i visitaven el campament i es mostraven amistosos. Var disposava de tres legions i un cos de cavalleria però com que no es considerava en perill va enviar diversos destacaments per la protecció de combois contra els bandits, tot seguint el pla d'Armini.
A l'estiu Var fou informat de la revolta d'una de les tribus, que era un pla per fer sortir a Var del seu quarter; efectivament va reunir els seus homes que no havia enviat a fora, i es va dirigir al sud acompanyat pels caps germànics suposadament amics; Armini i alguns altres caps van dir que anaven a reunir les seves forces i es van separar i Var va continuar el camí sense sospitar res.
Va passar pel bosc de Teutoburg (Teutobergienses Saltus) al nord del Lippe, entre Osnabruck i Paderborn (conegut avui per Teutoburgerwald o Lippische Wald). Var va entrar a les valls; l'exèrcit estava acompanyat per dones i fills dels legionaris i de sobte fou atacat pels germànics per arreu; els romans no van poder fer una línia de batalla i amb dificultat es van poder replegar cap a una zona del bosc on van formar un campament.
En aquest primer dia les legions quasi no van tenir baixes i van poder construir el castrum amb diligència; Var, conscient llavors del perill, va decidir desfer-se de la impedimenta, i intentar arribar a la fortalesa d'Aliso, construïda per Drus a la vora del Lippe. El primer campament era a la vora de la moderna Salzuffeln i per arribar a Aliso havia de passar per la regió de Detmold.
El segon dia de marxa fou atacat del matí a la nit i va patir moltes baixes (tal com mostrava l'extensió del campament fet de nit que Germànic Cèsar va veure uns anys després).
Al tercer dia va continuar la marxa. La pluja dificultava la marxa i els atacs seguien produint més i més baixes; finalment va poder arribar a camp obert, a la vora segurament de Kreuzburg i Osterholz, però allí ja l'esperaven els germànics. Els extenuats romans, ja minvats en nombre, no podien trencar les línies enemigues que els rodejaven per tots quatre costats. La batalla fou una carnisseria. Var es va suïcidar. Només unes dotzenes de romans es van poder escapar fins Aliso, i la resta va morir o foren fets presoners (els més destacats dels quals foren executats per ordre d'Armini en honor dels seus déus, i la resta convertits en esclaus). El cap de Var fou tallat i enviat a Marobod rei dels marcomans, que la va reenviar a August. La batalla del bosc de Teutoburg fou coneguda també com el "desastre de Var".
Aquesta derrota va suposar la pèrdua de totes les possessions romanes més enllà del Rin. Quan la notícia es va saber a Roma fou un xoc brutal. August bramava "Var, Var, torna'm les meves legions!" i es van donar ordres com si l'imperi estès en perill; Tiberi fou enviat a la zona amb un exèrcit de veterans.